# هرال لوی
 هرال لوی (انگلیسی: Harel Levy؛ زاده ۵ اوت ۱۹۷۸) یک تنیس‌باز اهل اسرائیل است. 